# 런민 공원 (상하이시)
런민 공원(중국어 간체자: 人民公园, 병음: Rénmín Gōngyuán 인민공원[*])은 중국의 상하이시의 중심인 황푸구에 있는 공원이다. 이 곳은 상점가인 난징루의 남쪽, 런민 광장의 북쪽에 해당한다. 지금은 없어진 상하이 경마장의 북쪽 절반에 해당하며, 1952년에 개원했다. 유명한 박물관과 쇼핑 센터가 근처에 있기 때문에 이 공원은 시내에서도 손꼽히는 관광 명소가 되었다.

## 역사

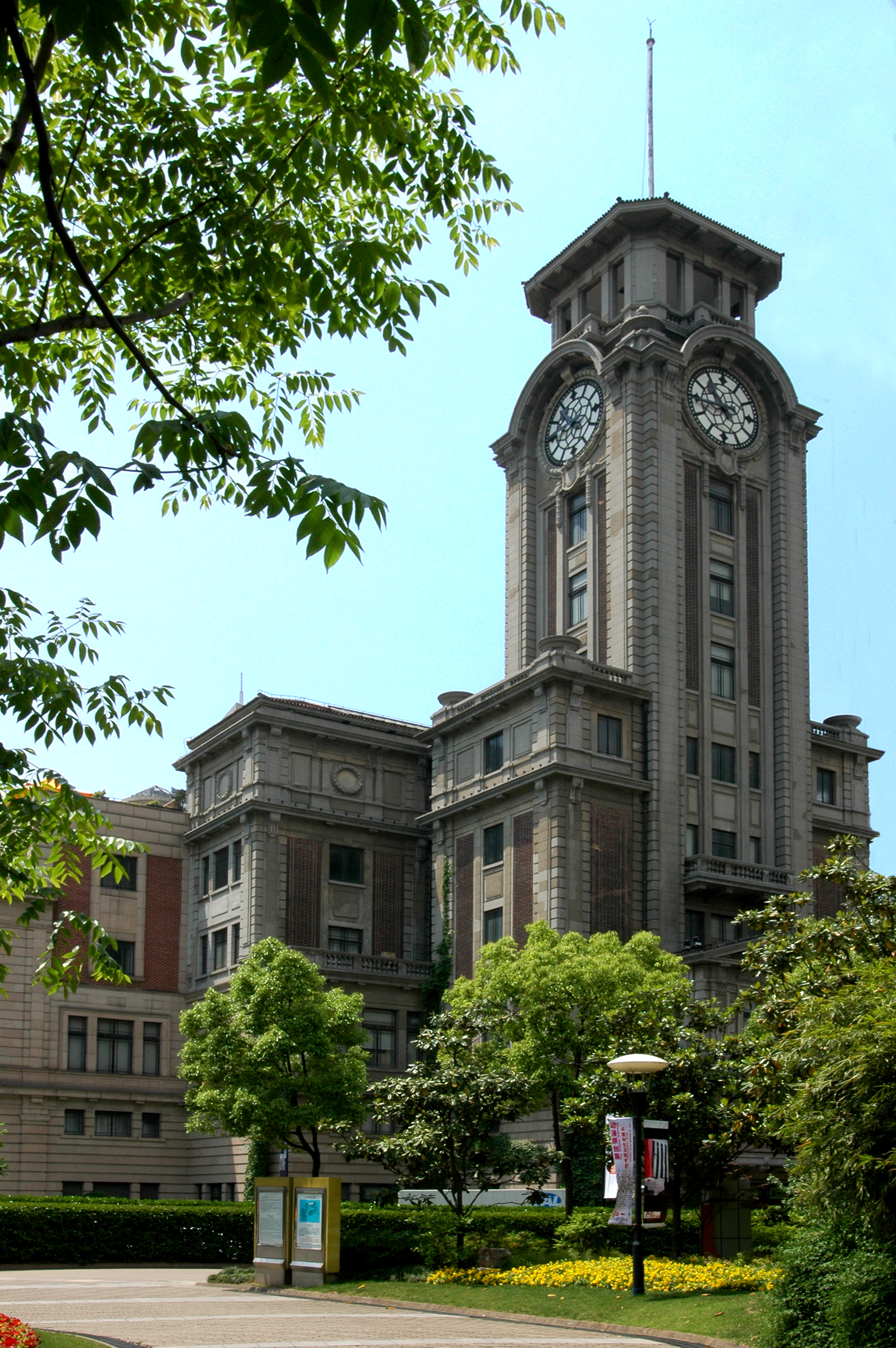
옛 상하이 레이스 클럽의 건물

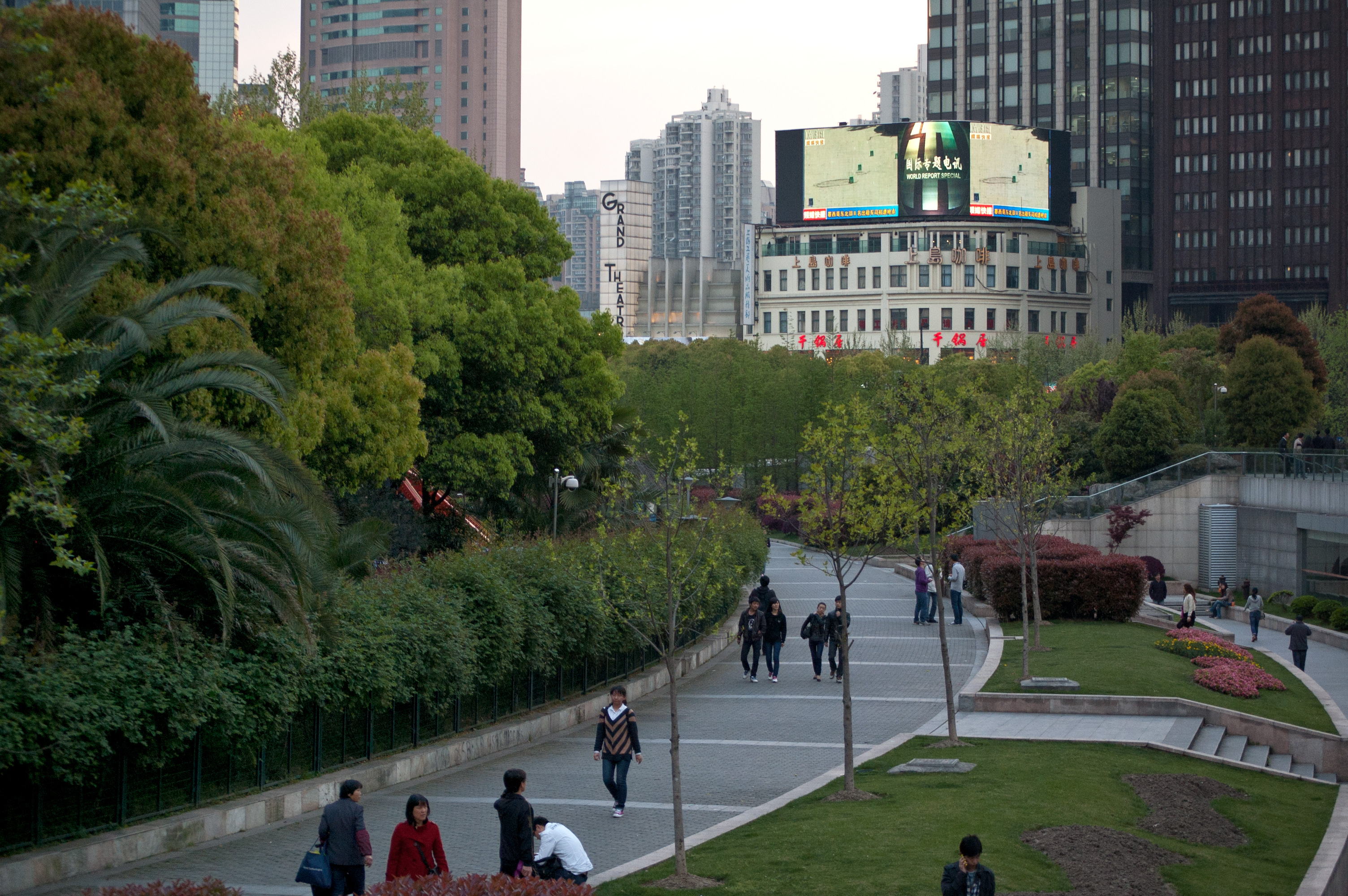
산책로

이 공원은 1862년에 설립된 옛 상하이 레이스 클럽의 부지에 만들어졌다. 경마장은 동아시아에서도 굴지의 경마장이였으며, 도박 경마는 중국인과 영국인에게 사랑 받고 있었다. 1933년에 지어진 레이스 클럽 건물은 상하이 시의 랜드마크가 되었다.
경마장의 깃대는 영국과 미국의 군대에 노획된 중국 군함의 돛대에서 만들어진 것이며, 중국인에게 큰 치욕으로 간주되고 있었다. 1949년 10월 1일 중화인민공화국이 건국 될 때 그 깃대에 새로운 중국 국기가 내걸렸다. 새 인민정부는 경마와 도박을 금지하고 1952년에 경마장의 북쪽 절반을 런민 공원, 남쪽 절반을 런민 광장으로 바꾸었다.
1986년부터 87년에 걸쳐 겨울에 공원을 중심으로 학생을 주축으로 한 대규모 항의 집회가 열렸다. 수만 명의 참가자들이 공원에 모여 와이탄을 향해 행진했다. 그들은 당시 상하이 시장이었던 장쩌민과 면회하고 민주화와 과감한 정치 개혁을 요구했다. 2년 후 1989년 톈안먼 사건 때는 수만명의 군중이 다시 이 런민 공원과 와이탄에 모여 베이징에서 시위와 연대를 보여주었다.
1990년대에 이 일대에 큰 변화가 있었다. 상하이 시 정부 청사가 홍콩상하이은행 빌딩에서 이 런민 공원의 남쪽에 이전하고 상하이 박물관, 상하이 대극원, 상하이 도시계획 전시관이 남쪽에 지어졌다.

## 시설
이 공원에는 상하이 미술관과 상하이 당대예술관이라는 2개의 미술관과 '바바로사'라는 카페이자 바가 있는 큰 연못, 기타 유원지 등 여러 시설이있다. 또한 공원 주변에는 궈지판뎬과 밍톈광창 등 많은 고층 빌딩이 있다.
이 공원의 샹친 자오는 2004년에 시작된 것으로, 주말이되면 결혼 상대를 모집하는 많은 종이가 공원의 일각에 있다.

## 교통
런민 공원은 상하이 지하철의 1호선, 2호선, 8호선의 런민광창역에서 갈 수 있다. 또한 국도 제312호선의 기점이기도 하다.